# National Basketball Arena
National Basketball Arena (lub Tallaght Arena albo ESB Arena) – kryta hala sportowa, umiejscowiona w dzielnicy Tallaght w Dublinie (Irlandia). Głównie służy jako arena koszykarska, gdzie męska reprezentacja narodowa Irlandii rozgrywa swoje mecze. Pojemność całkowita hali wynosi 3000 miejsc. Została otwarta w lutym 1993 roku.

## Użytkowość

### Koszykówka
- Odbywają się tutaj mecze męskiej reprezentacji koszykarskiej Irlandii[3]. Mecze w tym obiekcie rozgrywa również drużyna koszykarska Hibernia Basketball[4].

### Boks
- Odbyły się tutaj walki znanych irlandzkich bokserów − Wayne'a McCullougha oraz Oisina Fagana[5].

### Wrestling
- W roku 2008, w ramach gali wrestlingu pt. "Rampage Show" wystąpiły takie "supergwiazdy" jak: Chris Masters, Rene Dupree oraz Scotty 2 Hotty[6]. Również arena używana jest jako miejsce, gdzie odbywają się gale federacji Irish Whip Wrestling. Na galach tych pojawiły się takie gwiazdy zawodowych zapasów jak: Tatanka, Diavari, Balls Mahoney, Nigel McGuiness, Andy Boy Simmonz oraz Chad Collyer.